# Tebing Tinggi (Tanjung Beringin)
Tebing Tinggi is een bestuurslaag in het regentschap Serdang Bedagai van de provincie Noord-Sumatra, Indonesië. Tebing Tinggi telt 4842 inwoners (volkstelling 2010).